# Pterygophyllum chonoticum
Pterygophyllum chonoticum är en bladmossart som beskrevs av Mitten 1885. Pterygophyllum chonoticum ingår i släktet Pterygophyllum och familjen Hookeriaceae. Inga underarter finns listade i Catalogue of Life.